# Andreas von Löwis of Menar

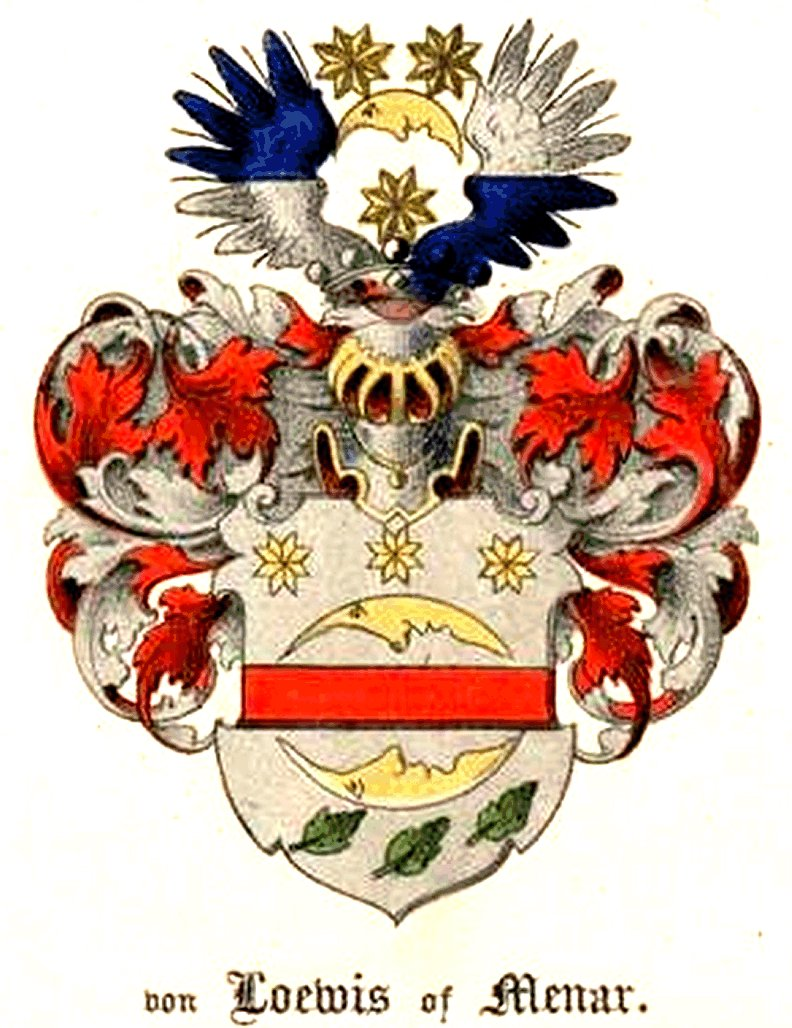
Familienwappen derer von Löwis of Menar

Andreas Löwis of Menar (* 27. Dezember 1777 in Wannamois (Estland); † 16. September 1839 in Kaipen (Livland)) gehörte der Livländischen Ritterschaft an, er war Forstwirt, Schriftsteller, Kupferstecher und Zeichner und gilt im Baltikum als ausgezeichneter Künstler seiner Zeit. Sein Vater war der russische Generalmajor Reinhold Friedrich von Löwis of Menar (1731–1794), seine Mutter war Dorothea Elisabeth (1744–1799) aus dem andalusisch-baltischen Adelsgeschlecht Clapier de Colongues. Sein Bruder war der russische Generalleutnant Friedrich von Löwis of Menar, der als Retter von Riga verehrt wurde.

## Leben
Auf dem livländischen Gut Nurmis und dem estländischen Gut Wannamois wurde Andreas von einem Hauslehrer unterrichtet. Die Natur und das ländliche Leben prägten schon früh seine Verbundenheit mit Wald und Feld. Die militärische Ordnung, die in der Familie vorherrschte, bestimmten sein allgemeines Leben. Im Alter von 16 Jahren begann die militärische Ausbildung in St. Petersburg, 1794 wurde er zum Wachtmeister befördert und diente bei der Garde zu Pferde in einem russischen Kavallerieregiment. Es folge eine weitere Schulung im adligen Chevalier-Korps, diese umfasste Verwaltungslehre, Naturwissenschaften und Kartographie. Im gleichen Rahmen erwarb er seine Kenntnisse für die Forstwirtschaft und als Zeichner, Kupferstecher und Radierer. Im Jahre 1797 beendete er seine militärische Laufbahn, kehrte auf die elterlichen Güter zurück und setzte sein Studium der Naturwissenschaften fort. 1835 heiratete er Friederike Elisabeth von Krüdener (1787–1870), verwitwete Argamakow, die Ehe blieb ohne Nachkommen.

## Berufliche Laufbahn
1801 begann er ein Studium generale in Jena und setzte dieses 1803 in Heidelberg fort. Von 1806 bis 1808 war er Absolvent des Forstinstituts Schwetzingen und kehrte danach nach Livland zurück, er befasste sich intensiv mit Fragen des Waldbaus und der Landwirtschaft. 1811 übernahm er in der 1792 von der Livländischen Ritterschaft gegründeten „Livländischen Ökonomischen und Gemeinnützigen Sozietät“ die Funktion eines beständigen Sekretärs. Während seiner Amtszeit von 1812 bis 1825 war er Herausgeber des Magazins „Neues Ökonomisches Repertorium für Livland“ und von 1826 bis 1837 der Zeitschrift „Jahrbücher für Landwirtschaft“, die als Vorläufer der Baltische Wochenschrift für Landwirtschaft, Gewerbefleiß und Handel gilt.
Löwis of Menar arbeitete mit der Universität Dorpat zusammen und beschäftigte sich mit Fragen der Klima- und Bodenverhältnisse in Livland, befasste sich ebenfalls mit der Regulierung des Wasserhaushalts. Für die Anpflanzung von Wald und den Ausbau der Forstwirtschaft nahm er sich die preußische Forstwirtschaft zum Vorbild. Seine Arbeit in der Ökonomischen Sozietät, vergleichbar einer Landwirtschaftskammer, galt als Grundlage der Forstwirtschaft und der Agrarreformer des baltischen Landes. Er förderte die Tierzucht, unterstützte die Schafzucht und die Anpflanzung von Futterpflanzen. Er war Mitgründer der ersten großen landwirtschaftlichen Versicherungsgesellschaften im Baltikum.

## Der Künstler
Der bekannte Maler und Kupferstecher Karl August Senff (1770–1838) der an der Universität Dorpat unterrichtete, soll der Lehrer von Andreas L. gewesen sein. Neben dem Kupferstechen und Radierarbeiten war er auch schriftstellerisch tätig. Er war auch Verfasser von Fachliteratur über Landschaften, Forstwirtschaft und Bauwerke. Zu seinen umfangreichen Arbeiten zählten überwiegend Radierungen, Kupferstiche und Zeichnungen seiner baltischen Heimat. Besonders erwähnenswert ist das von ihm herausgegebene Werk „Denkmäler aus der Vorzeit Liv- und Estlands“ (1821–1827).

## Werke
Andreas Löwis of Menar ist Verfasser zahlreicher Abhandlungen über historische Fragen, Forst- und Landwirtschaft unter anderen Anleitung zur Forstwirtschaft in Livland (1814), zur Vieh- und Pferdezucht (1816), über die Eiche in Liv- und Estland (1824). Schriften zur Gemeinnützigen und Ökonomischen Sozietät (1831). Herausgeber von Jahrbüchern 1838–39. Er fertigte mehrere Zeichnungen, Radierungen und Kupferstiche mit Landschaftsmotiven, Ansichten von livländischen Ruinen in Kokenhusen, Marienburg, Ringen, Ronneburg und Wenden.